# Данлоп, Ник
Ник Данлоп (англ. Nic Dunlop) — фотокорреспондент и писатель ирландского происхождения, проживающий в Бангкоке (Таиланд).

## Биография
Данлоп родился в 1969 году в Дублине (Ирландия). Учился в Ирландии, затем продолжил обучение в Англии, где окончил Центральный колледж искусства и дизайна имени Святого Мартина (Лондон). Является соавтором книги Пола Дэвиса War of the Mines (1994), рассказывающей о тяжелых последствиях использования наземных мин. Также Данлоп был сорежиссером номинированного на Эмми фильма для канала HBO «Солдат Бирмы».  В настоящее время живет  Бангкоке (Таиланд), где работает фотокорреспондентом агентства Panos Pictures (Лондон).
В 1999 году Данлоп выследил и выдал властям одного из самых разыскиваемых военных преступников Камбоджи — бывшего начальника службы безопасности режима красных кхмеров — Канг Кек Иеу, известного как Товарищ Дуть. Дуть был признан виновным в организации геноцида и других преступлениях против человечности, став первым осужденным международного трибунала ООН по Камбодже. В 1999 году Данлоп получил премию университета Джонса Хопкинса за выдающиеся успехи в международной журналистике.